# Кривча
Кривча (бел. Крыўча) — деревня в Маложинском сельсовете Брагинского района Гомельской области Белоруссии.

## География

### Расположение
В 11 км на юго-восток от Брагина, 39 км от железнодорожной станции Хойники (на ветке Василевичи — Хойники от линии Калинковичи — Гомель), 130 км от Гомеля.

## Транспортная система
Транспортные связи по просёлочной, затем автомобильной дороге Комарин — Брагин.
Планировка состоит из прямолинейной улицы, ориентированной с юго-востока на северо-запад, к которой с юга под острым углом присоединяется короткая прямолинейная улица. Застройка деревянными домами усадебного типа.

## История
По письменным источникам известна с XVI века как хутор Кривча во владении князя Вишневецкого, из 2-й половине XVII века — Конецпольских. После 2-го раздела Речи Посполитой (1793 год) в составе Российской империи. В 1811 году в Речицком уезде Минской губернии, владение Ракицких. В 1897 году находился хлебозапасный магазин, ветряная мельница. В 1908 году в Брагинской волости.
С 8 декабря 1926 года центр Кривчанского сельсовета Брагинского района Речицкого, с 9 июня 1927 года Гомельского (до 26 июля 1930 года) округов, с 20 февраля 1938 года Полесской, с 8 января 1954 года Гомельской областей.
В 1931 году организован колхоз «Победитель», работали 2 ветряные мельницы (с 1907 года), конная круподробилка (с 1907 года), 3 кузницы. На окраине в 1930-40 года размещалась Кривчанская МТС.
Во время Великой Отечественной войны в сентябре 1943 года фашисты сожгли 115 дворов и убили 11 жителей. В боях за освобождение деревни и её окрестности погибли 22 солдата (похоронены в братской могиле в центре деревни). Тут же установлена скульптура солдата, которая увековечивает память 209 местных жителей, которые погибли на фронтах и в партизанской борьбе. В 1959 году центр колхоза «XVIII партсъезд». Располагались средняя школа, Дом культуры, библиотека, детский сад, амбулаторию, отделение связи, 2 магазина.
Поблизости есть месторождения железняка.
До 1998 года в состав Кривчанского сельсовета входила ныне не существующая деревня Красная Дубрава.
До 24 октября 2002 года центр Кривченского сельсовета.

## Население

### Численность
- 1850 год — 18 дворов
- 1897 год — 45 дворов, 348 жителей (согласно переписи)
- 1908 год — деревня (47 дворов, 416 жителей) и фольварк (1 двор, 12 жителей)
- 1940 год — 116 дворов, 402 жителя
- 1959 год — 285 жителей (согласно переписи)
- 2004 год — 40 хозяйств, 107 жителей
- 2006 год — 38 хозяйств, 99 жителей (до 16 лет — 22 чел., в трудоспособном возрасте — 42 чел., в пожилом возрасте — 35 чел.)

| График не отображается по техническим причинам. Чтобы исправить это, воспроизведите график в новом формате, если это возможно. |